# 科尔多瓦耶稣会牧场和街区
科尔多瓦耶稣会牧场和街区（西班牙語：Manzana Jesuítica y Estancias de Córdoba）是位于阿根廷科尔多瓦的一个旧耶稣会传教区。始建于17世纪初，耶稣会街区核心建筑包括大学（今国立科尔多瓦大学）、教堂、耶稣教会住宅以及学院等设施，此外耶稣会传教士还在科尔多瓦省各地建有6个庄园牧场。2000年被联合国教科文组织列入世界遗产。